# Rumble of Thunder
Rumble of Thunder — второй студийный альбом монгольской фолк-метал-группы The Hu, выпущенный 2 сентября 2022 года на лейбле Better Noise.

## Список композиций
Все композиции сочинены и спродюсированы Б. Башдондогом, кроме указаных.
| №                   | Название                  | монг.               | Длительность |
| ------------------- | ------------------------- | ------------------- | ------------ |
| 1.                  | «This Is Mongol»          | Монгол билээ        | 3:44         |
| 2.                  | «Yut Hövende»             | Юүт Хөвэндэ         | 5:34         |
| 3.                  | «Triangle»                | Учиртай гурав       | 4:12         |
| 4.                  | «Teach Me»                | Надад заа           | 3:58         |
| 5.                  | «Upright Destined Mongol» | Босоо заяат Монгол  | 4:49         |
| 6.                  | «Sell the World»          | Дэлхийгээ зар       | 4:23         |
| 7.                  | «Black Thunder»           | Хар аянга           | 4:15         |
| 8.                  | «Mother Nature»           | Байгаль эх          | 6:57         |
| 9.                  | «Bii Biyelgee»            | Бие биелгээ         | 4:18         |
| 10.                 | «Segee»                   | Сэгээ               | 4:39         |
| 11.                 | «Shihi Hutu»              | Шихи Хуту           | 7:09         |
| 12.                 | «Tatar Warrior»           | Татар дайчин        | 5:03         |
| Общая длительность: | Общая длительность:       | Общая длительность: | 63:51        |

| №                   | Название                   | Длительность |
| ------------------- | -------------------------- | ------------ |
| 13.                 | «Black Thunder» (Extended) | 8:59         |
| Общая длительность: | Общая длительность:        | 68:07        |

| №   | Название                                                                       | Текст песни                 | Длительность |
| --- | ------------------------------------------------------------------------------ | --------------------------- | ------------ |
| 13. | «This Is Mongol (Warrior Souls)» (featuring William DuVall of Alice in Chains) | Dashdondog DuVall           | 3:41         |
| 14. | «Black Thunder» (featuring Serj Tankian and DL from Bad Wolves)                | Dashdondog Tankian          | 4:28         |
| 15. | «Mother Nature» (featuring LP)                                                 | Dashdondog Laura Pergolizzi | 4:33         |

| №                   | Название                                                                       | Текст песни           | Длительность |
| ------------------- | ------------------------------------------------------------------------------ | --------------------- | ------------ |
| 13.                 | «Black Thunder» (Extended)                                                     |                       | 8:59         |
| 14.                 | «This Is Mongol (Warrior Souls)» (featuring William DuVall of Alice in Chains) | Dashdondog DuVall     | 3:41         |
| 15.                 | «Black Thunder» (featuring Serj Tankian and DL from Bad Wolves)                | Dashdondog Tankian    | 4:28         |
| 16.                 | «Mother Nature» (featuring LP)                                                 | Dashdondog Pergolizzi | 4:33         |
| 17.                 | «Bii Biyelgee» (Acoustic)                                                      |                       | 5:12         |
| 18.                 | «Black Thunder» (Acoustic)                                                     |                       | 4:53         |
| 19.                 | «This Is Mongol» (Acoustic)                                                    |                       | 3:32         |
| 20.                 | «Mother Nature» (Acoustic)                                                     |                       | 6:04         |
| Общая длительность: | Общая длительность:                                                            | Общая длительность:   | 1:40:23      |

## Участники записи
The Hu
- Б. Энхсайхан aka «Энкуш» — гал моринхуур
- Ц. Галбадрах aka «Гала» — айанга моринхуур, горловое пение
- Г. Нйамйанцан aka «Джайа» — тумур хуур (варган), цуур, горловое пение
- Н. Темуулен aka «Темка» — байлаги товшуур, программирование
- А. Ямбалдорй aka «Ямба» — монгольская гитара, звукозапись
- Б. Нйамдаваа aka «Даваа» — электрогитара, бас-гитара
- Г. Одбайар aka «Одко» — барабаны
- М. Унумунх aka «Уну» — хенгерег-перкуссия

Приглашённые вокалисты на Deluxe Edition
- Уилльям Дювалль из Alice in Chains
- Серж Танкян
- DL из Bad Wolves
- LP

Производство
- Б. Темууджин — креатив-менеджер
- Б. Дашдондог aka «Дашка» (Dashka Productions, Улан-Батор) — продюсирование, программирование, звукозапись
- А. Эрхемтугулдур aka «Эрхемее» (GV Studio, Улан-Батор) — запись барабанов
- Джерри Чуа (MYX Music Studios, Сингапур) — микширование
- Хоуи Вайнберг (Weinberg Mastering, Лос-Анджелес) — мастеринг